# Alexondra Lee
Alexondra Lee (Pennsylvania, 8 febbraio 1975) è un'attrice e ballerina statunitense.

## Biografia
Nata in Pennsylvania da Mae e Harry Lee, Alexondra studia balletto all'età di 4 anni e cominciò a danzare con la New York City Ballet all'età di sette. È stata sposata con Stephen Dunham dal 2005 al 2012, anno della sua morte.
Appare nel ruolo di Callie in Cinque in famiglia e partecipa nel 2006 ad un episodio di CSI - Scena del crimine.
Nel 2012 ha un ruolo in Paranormal Activity 4.
Lee si è classificata 81ª tra le "101 Most Beautiful Women in The World" secondo la rivista Stuff Magazine nel 2001.

## Filmografia

### Cinema
- Gli scorpioni (Roadflower), regia di Deran Sarafian (1994)
- What Women Want - Quello che le donne vogliono (What Women Want), regia di Nancy Meyers (2000)
- Momentum, regia di James Seale (2003)
- Shopgirl, regia di Anand Tucker (2005)
- Paranormal Activity 4, regia di Henry Joost e Ariel Schulman (2012)

### Televisione
- In famiglia e con gli amici (Thirtysomething) - serie TV, 1 episodio (1991)
- L.A. Law - Avvocati a Los Angeles (L.A. Law) - serie TV, 1 episodio (1991)
- Sisters - serie TV, 1 episodio (1991)
- La famiglia Brock (Picket Fences) - serie TV, 3 episodi (1993)
- Cinque in famiglia (Party of Five) - serie TV, 20 episodi (1996-1997)
- Jenny - serie TV, 1 episodio (1998)
- Boston Public - serie TV, 5 episodi (2001)
- Special Unit 2 - serie TV, 19 episodi (2001-2002)
- Le cose che amo di te (What I Like About You) - serie TV, 1 episodio (2003)
- CSI - Scena del crimine (CSI: Crime Scene Investigation) - serie TV, 1 episodio (2006)

## Doppiatrici italiane
- Francesca Guadagno in Cinque in famiglia
- Laura Latini in Special Unit 2
- Georgia Lepore in Paranormal Activity 4